# Домбровиця (Янівський повіт)
Домбровиця (пол. Dąbrowica) — село в Польщі, у гміні Поток-Великий Янівського повіту Люблінського воєводства.
Населення — 262 особи (2011).
У 1975-1998 роках село належало до Тарнобжезького воєводства.

## Демографія
Демографічна структура станом на 31 березня 2011 року:
|          | Загалом | Допрацездатний вік | Працездатний вік | Постпрацездатний вік |
| -------- | ------- | ------------------ | ---------------- | -------------------- |
| Чоловіки | 132     | 27                 | 91               | 14                   |
| Жінки    | 130     | 34                 | 70               | 26                   |
| Разом    | 262     | 61                 | 161              | 40                   |